# Gatti nell'antico Egitto
(Iscrizione nella Valle dei Re)

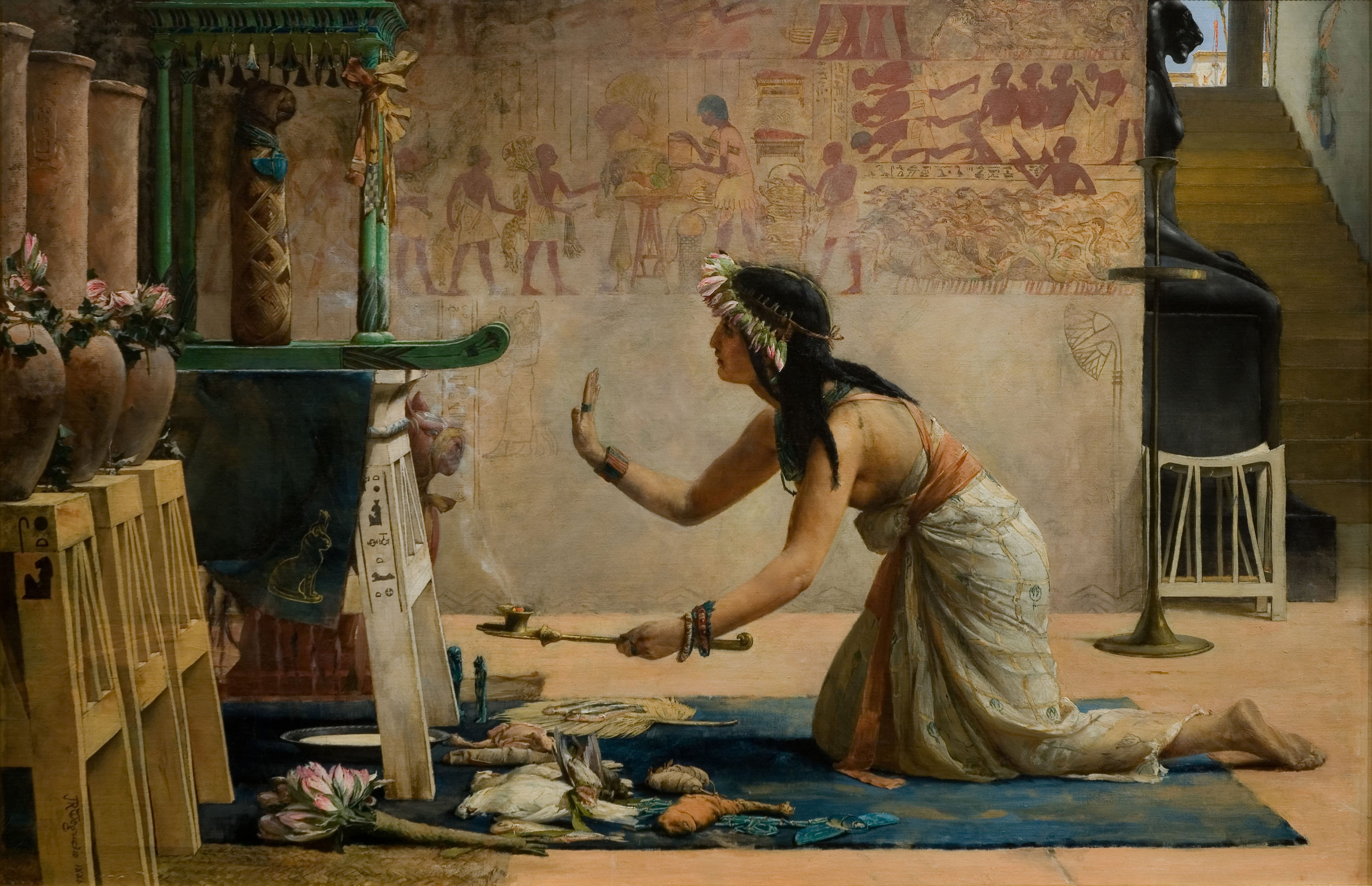
John Reinhard Weguelin, The Obsequies of an Egyptian Cat (1886), Auckland Art Gallery, Auckland.

I gatti (Felis catus), noti nell'antico Egitto con il termine Mau, erano considerati sacri nella società egizia. Una recente comparazione del DNA delle razze viventi ha permesso di stabilire che i primi gatti furono addomesticati a partire dal gatto selvatico africano (Felis lybica), circa 10 000 anni fa, nella zona della Mezzaluna Fertile. Millenni dopo, un tratto caratteristico fondamentale della religione delle popolazioni della valle del Nilo divenne proprio la venerazione degli animali, fra cui i gatti. Apprezzato per la sua abilità nel cacciare roditori nocivi quali i topi e i ratti, alcuni insetti e nell'uccidere serpenti quali i cobra, il gatto domestico divenne presso gli Egizi un simbolo di grazia e benevolenza nei confronti dell'uomo.

Stele di Nebra dedicata al culto della rondine e della gatta. Da Deir el-Medina, tra il 1292 e il 1190 a.C., Nuovo Regno. Museo Egizio, Torino.

La dea Mafdet, deificazione della giustizia e della pena capitale, era rappresentata con testa di leonessa, mentre Sekhmet, sempre leonessa, era la temutissima dea della guerra, della violenza e delle epidemie. In antitesi a queste, la dea-gatta Bast (poi nota come Bastet), inizialmente divinità guerriera al pari di Sekhmet, andò gradualmente perdendo i connotati di aggressività per divenire una figura protettiva e rassicurante, patrona della fertilità, della maternità e della vita domestica. Come espressione di massimo ossequio, dopo la morte i gatti venivano mummificati esattamente come gli uomini, e le loro mummie offerte a Bastet.

## I gatti nella vita quotidiana degli Egizi

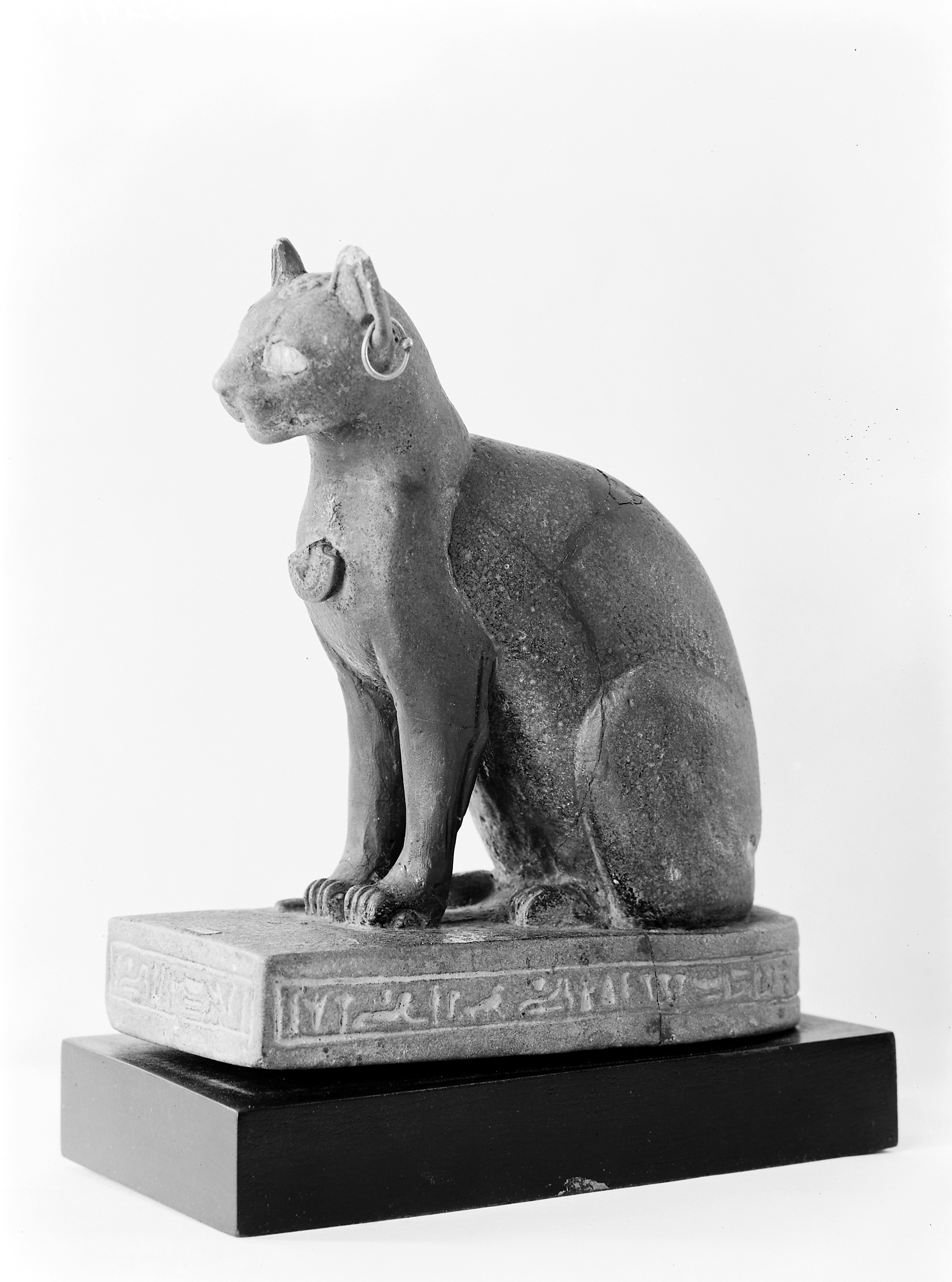
Statua di gatto. Wellcome Library, Londra.

Due tipi diversi di gatto fecero la loro comparsa nell'antico Egitto: il gatto della giungla (Felis chaus) e il gatto selvatico africano (Felis lybica). Quest'ultimo fu gradualmente addomesticato in un lunghissimo lasso di tempo compreso fra Periodo predinastico (IV millennio a.C.) e Medio Regno (XXI - XVII secolo a.C.). I gatti selvatici si nutrivano spontaneamente dei ratti e degli altri parassiti che infestavano i granai regali; si guadagnarono un posto nei centri abitati uccidendo roditori, serpenti velenosi e altri animali nocivi. Nelle rappresentazioni artistiche, non è insolito trovare piccoli gatti posizionati sotto le sedie su cui si trovano delle donne, in riferimento alla fertilità e alla sessualità femminile. Sembra però che i gatti siano diventati animali "da salotto" solamente durante il Nuovo Regno, cioè tra il XVI e l'XI secolo a.C. L'arte figurativa egizia della XVIII dinastia ha lasciato testimonianza, per esempio, della predilezione della Grande sposa reale" Tiy e di sua figlia Sitamon per i gatti: la regina e la principessa compaiono insieme a una gatta e un'oca domestiche (in un curioso dettaglio questi due animali sembrano perfino giocare o litigare). Sullo schienale del trono della principessa Sitamon, rinvenuto nella tomba (KV46) dei suoi nonni materni Yuya e Tuia, una gatta compare seduta sotto lo scranno dove siede la regina Tiy.
Come suggerisce il legame d'iniziale affinità (ma successivamente antitetico) fra Sekhmet e Bastet, nel complesso di credenze dell'antico Egitto esisteva una relazione fra i gatti e i leoni. Benché la maggior parte dei leoni sia stata confinata a sud intorno al Periodo predinastico, e fossero perciò animali abbastanza rari in epoca faraonica, erano tuttavia animali estremamente importanti nell'immaginario iconografico degli egizi. A causa della sua natura aggressiva e maestosa, il leone era simbolo del potere regale.

## I gatti nella religione egizia

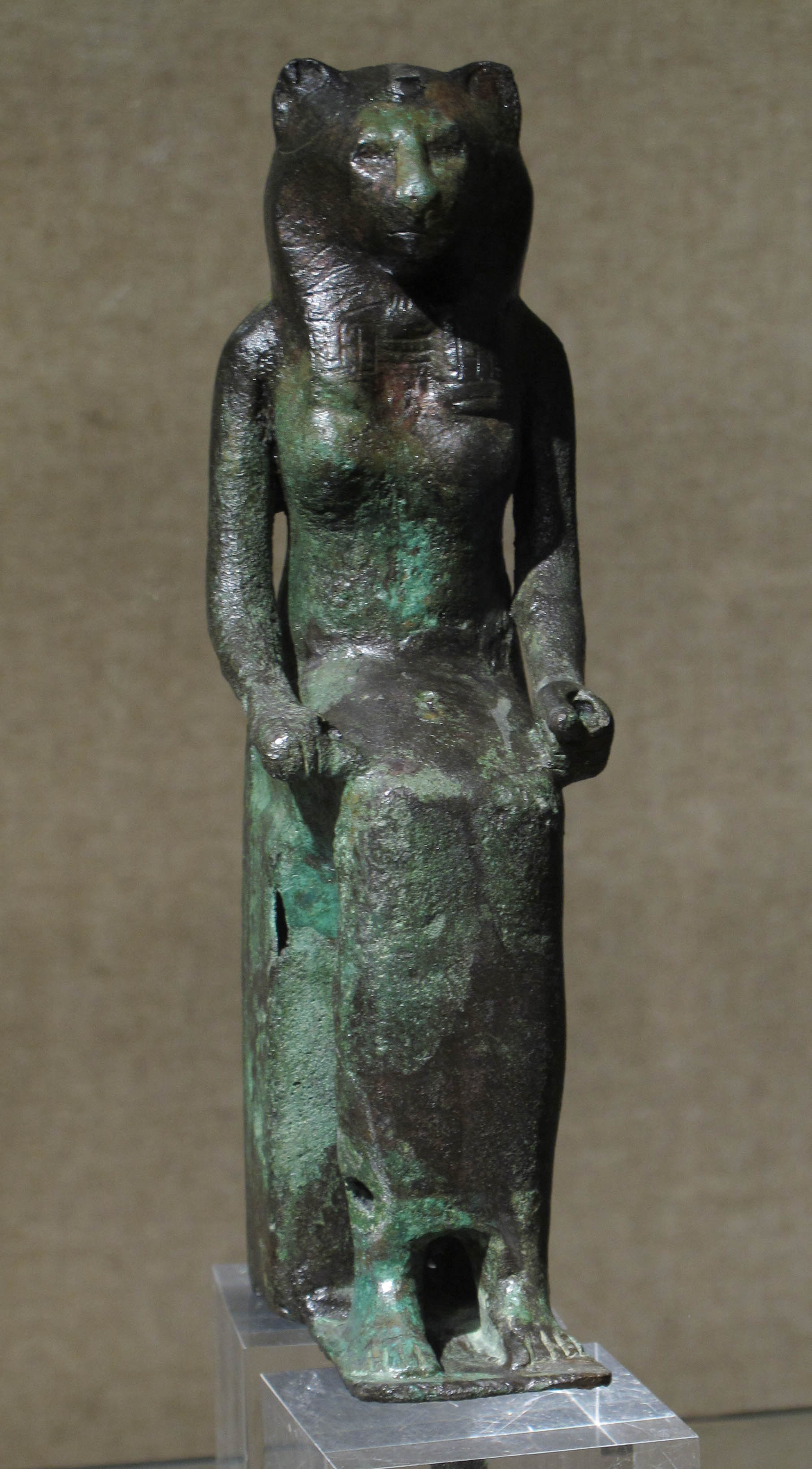
Statuetta di Bastet in bronzo, risalente al Periodo tardo. Muséè Georges-Labit, Parigi.

### Bastet da dea-leonessa a dea-gatta
La prima attestazione di una divinità felina in Egitto risale a una coppa di cristallo, databile al 3100 a.C., decorata con una rappresentazione della dea Mafdet con testa di leonessa. In un primo momento, anche Bastet fu immaginata come una dea leonina, fieramente protettiva e guerriera, come Sekhmet. Diversamente da molte divinità fuse in un'unica entità con l'unione delle Due Terre, Bast e Sekhmet rimasero ancora per molto tempo due personalità ben distinte nel pantheon egizio. Gli egittologi Turner e Bateson stimano che durante la XXII dinastia (945 a.C. - 715 a.C.), l'antica Bast passò dall'essere una dea leonina al venire definitivamente rappresentata come una divinità protettiva e rassicurante dalle sembianze di gatto, mentre, viceversa, Sekhmet veniva descritta come particolarmente violenta e temibile. Poiché i gatti domestici tendono ad avere un comportamento mite e protettivo nei confronti del padrone e della sua casa, così gli Egiziani cominciarono a vedere Bastet come una buona madre, spesso raffigurata insieme a cuccioli di gatto. Un amuleto di Bastet attorniata da gattini era frequente fra le donne che desideravano una gravidanza: tanti cuccioli quanti figli si sperava di avere.

### Il Grande Gatto di Eliopoli

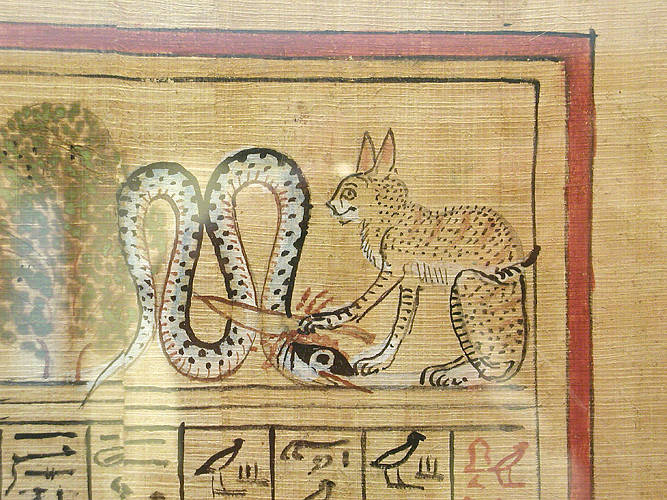
Il Grande Gatto di Eliopoli intento a uccidere Apopi in una illustrazione del Papiro di Hunefer. British Museum, Londra.

Il gatto maschio, nello specifico, aveva una funzione determinante sia come ipostasi del sole che come suo difensore: durante la notte, doveva proteggere l'astro dagli attacchi del perfido serpente-demone Apopi. In questo caso, si trattava del Grande Gatto di Eliopoli, trasformazione del dio-sole Ra, spesso raffigurato intento a sorvegliare un albero di persea, cioè l'Albero della vita eterna e della conoscenza (Albero "ished"), e ad affrontare il serpente Apopi schiacciandogli la testa con una zampa e accoltellandolo con l'altra. Era sovente rappresentato nelle pitture parietali funebri tratte dal XVII capitolo del Libro dei morti: così compare sulle pareti delle tombe di Sennedjem, Nakhtamon e Inherkhau ubicate nella necropoli di Deir el-Medina, presso Tebe. Infatti, un passo del XVII capitolo del Libro dei morti così recita:
(dal XVII capitolo del Libro dei morti)

### Il culto dei gatti

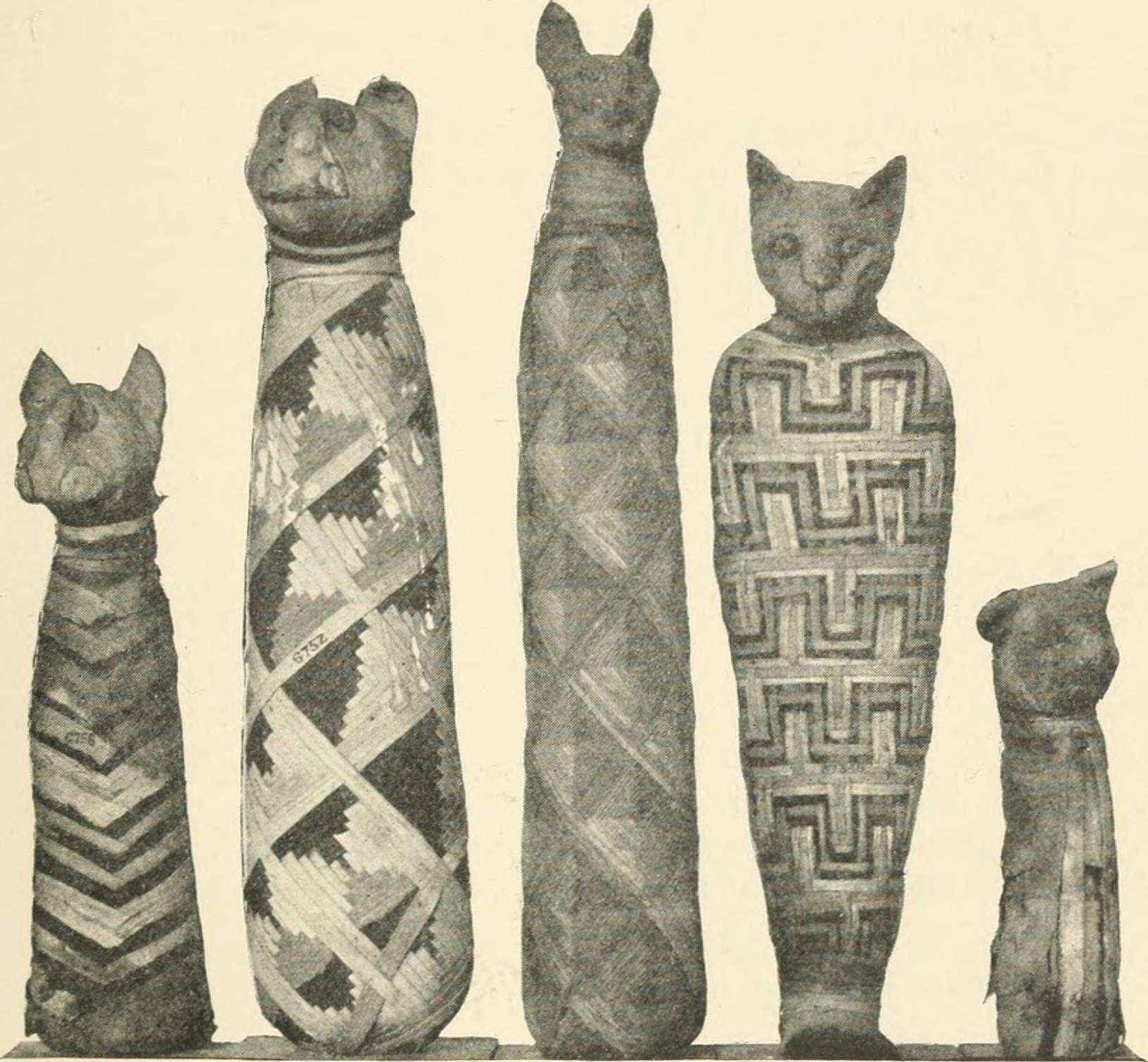
Mummie di gatti conservate presso il British Museum, a Londra.

Siccome i gatti erano considerati sacri a Bastet e onorati di conseguenza, la pratica della mummificazione fu estesa anche ad essi, con un picco nel periodo greco-romano dell'Egitto (IV secolo a.C. - III secolo d.C.); gli ossequi loro tributati dopo la morte riflettono il rispetto da cui erano circondati in vita quotidiana. Lo storico greco Erodoto scrisse, nelle sue Storie: 
(Erodoto)
Lo storico siceliota Diodoro Siculo (90 a.C.-27 a.C.) descrisse un interessante esempio di giustizia sommaria cui andò incontro l'uccisore di un gatto; intorno al 60 a.C., assistette all'uccisione di un gatto egizio da parte di un cittadino romano. Una folla inferocita lo catturò e, nonostante le suppliche del faraone Tolomeo XII, lo uccise.

## Bubasti e il culto dei gatti

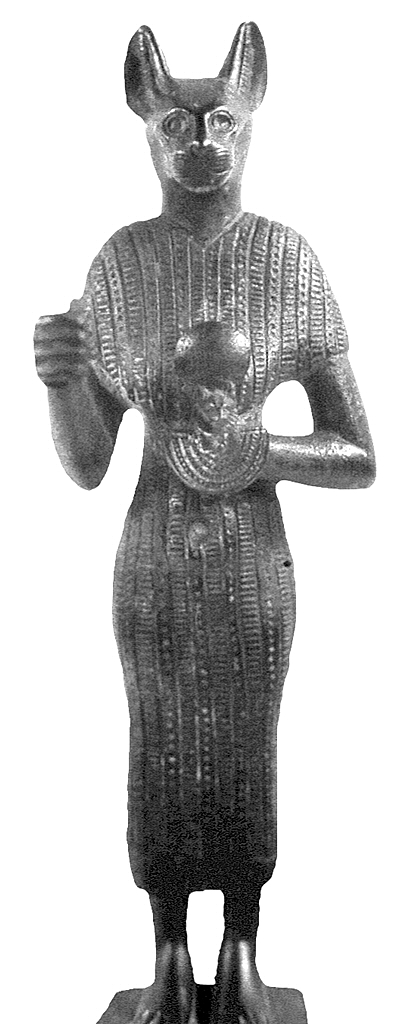
Statuetta di Bastet in bronzo e argento, risalente al periodo tolemaico o romano dell'Egitto. Walters Art Museum, Baltimora.

Benché il culto dei gatti fosse già sentito all'inizio del Nuovo Regno (ca. 1550 a.C.), salì alla ribalta durante il regno di Sheshonq I (943 a.C. - 922 a.C.), il faraone che rese Bubasti, (originariamente Par-Bastet, l'attuale Zagazig) centro del culto di Bastet, nella parte orientale del delta del Nilo, una città importante. In quel momento, Bastet divenne una divinità immensamente popolare, patrona della fertilità e della maternità, connessa agli aspetti positivi dei raggi del sole - contrariamente a Sekhmet, che incarnava il potere distruttivo del calore solare. Entrambe erano però identificate l'Occhio di Ra, una nel suo aspetto mite e protettivo, l'altra in quello violento. Il culto dei gatti ebbe un largo seguito: ogni anno, migliaia di pellegrini si recavano a Bubasti. Bubastis, che letteralmente significa Casa di Bast, divenne anche un altro nome per indicare Bastet (o Bast). Al centro della città, in una depressione del terreno, si trovava il grande santuario della dea-gatta; la città sorse intorno al tempio per arginare i danni causati dalle piene del Nilo. Erodoto, che visitò la città intorno al 450 a.C., scrisse:
(Erodoto)
La descrizione di Erodoto, così come vari testi egizi, mostrano che il tempio era circondato dall'acqua per tre lati su quattro, formando un lago noto come isheru, non dissimile da quello prospiciente il tempio della dea-madre Mut a Karnak. Tali bacini artificiali erano tipici di complessi templari dedicati a dee-leonesse, ritenute (anche con variazioni) figlie di Raː Bastet, Mut, Tefnut, Hathor e Sekhmet. Un mito narrava di una leonessa caduta nel lago del tempio, per poi uscirne tramutata in mite gatta e accolta nel santuario.

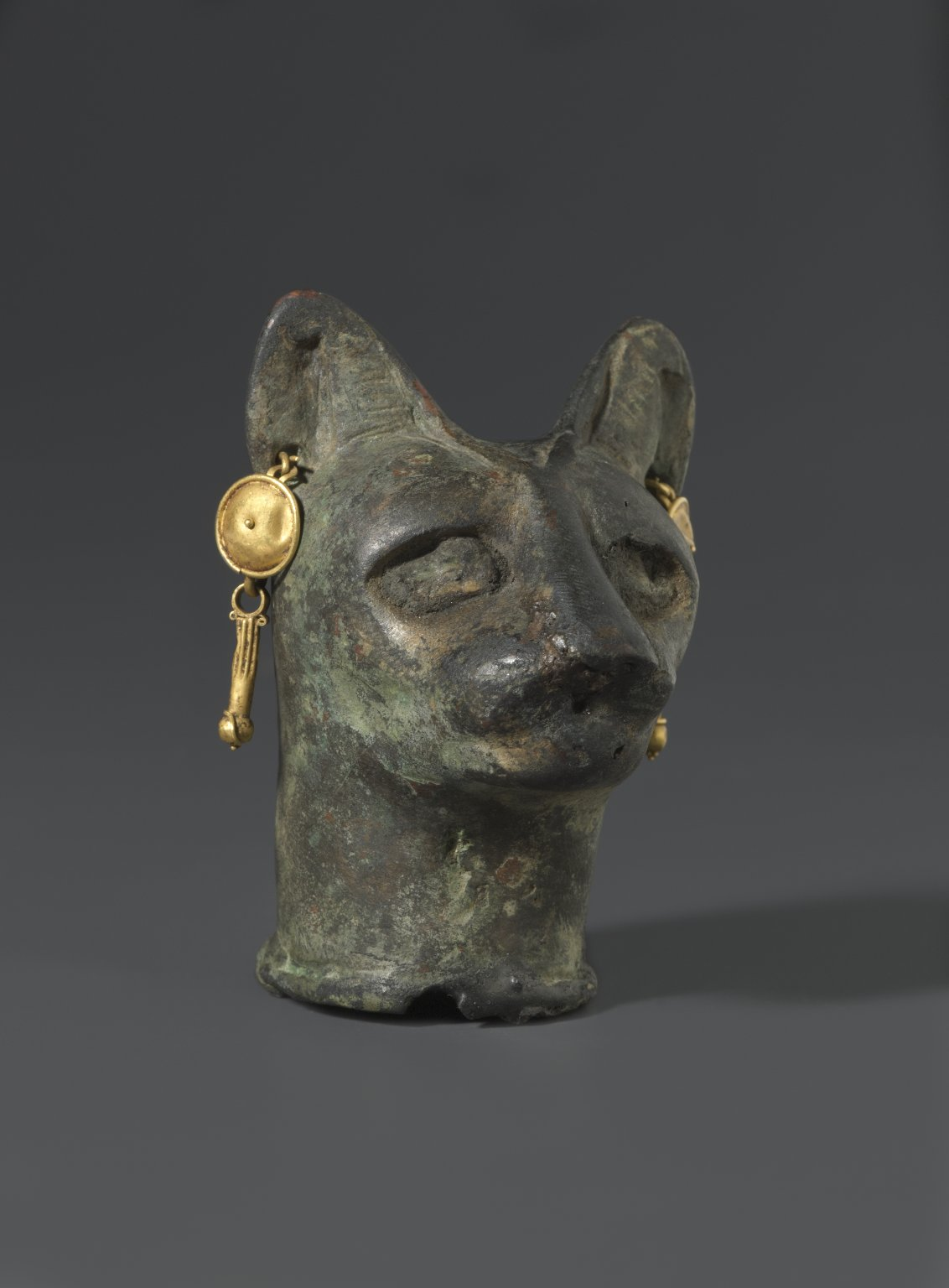
Testa di gatto, in bronzo, risalente al periodo romano dell'Egitto (I secolo a.C. - III secolo a.C.). Brooklyn Museum, New York.

Sempre secondo Erodoto, a Bubasti si svolgevano anche dei festeggiamenti periodici in onore della dea, comprendenti processioni di barche sacre e riti orgiastici e dove è stata rinvenuta una necropoli di gatti sacri mummificati, con relativo tempio. La città attirò anche un grande numero di mercanti di ogni genere, mentre gli artigiani producevano migliaia di statue e amuleti raffiguranti Bastet o gatti, anche in bronzo, da vendere ai devoti. Erano molto comuni gli amuleti di gatte attorniate da cuccioli, popolari fra le donne che speravano di avere figli.

## Un'evidenza archeologica: il sarcofago della gatta del principe Thutmose

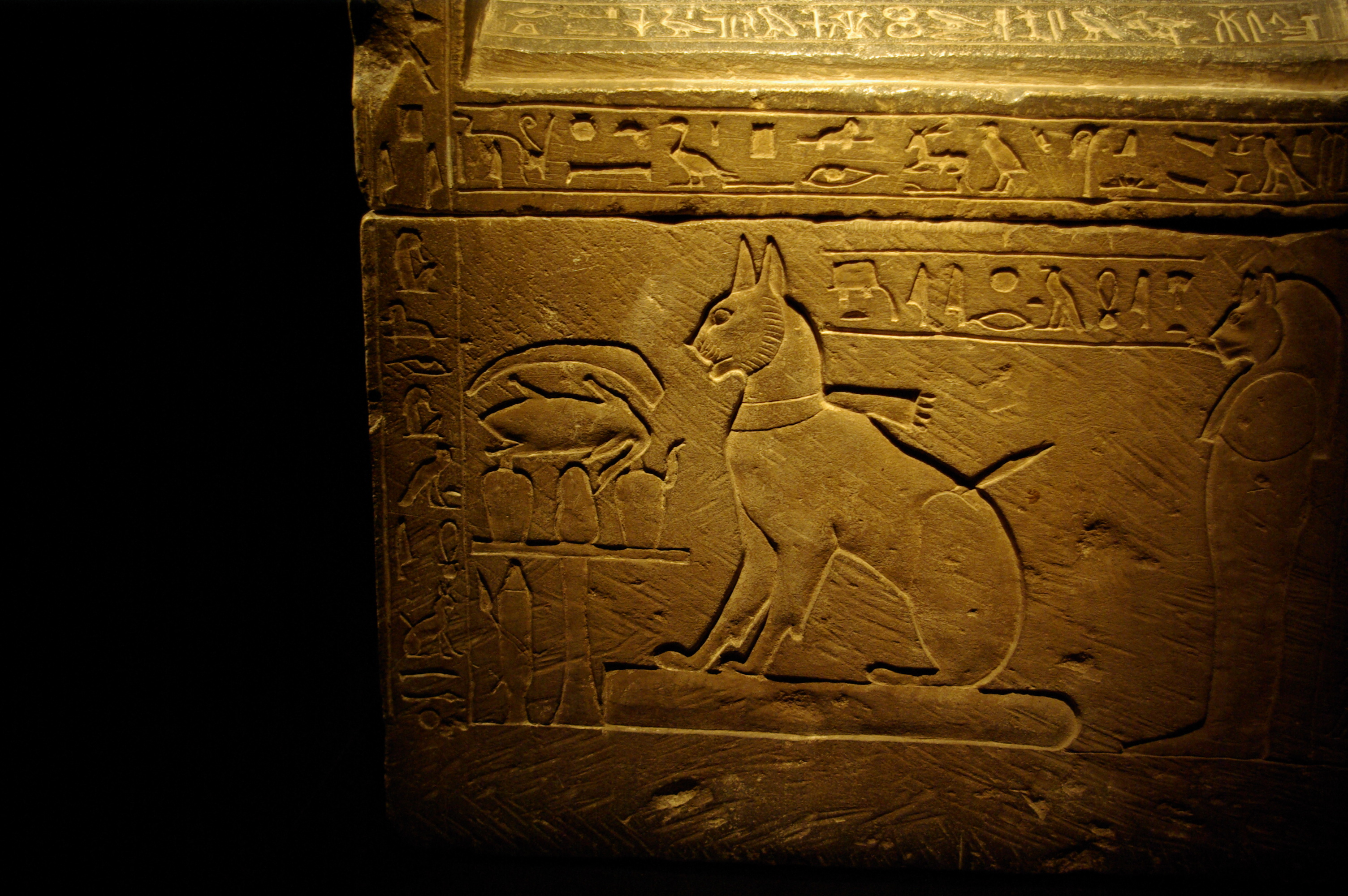
Il sarcofago della gatta del principe Thutmose. Museo egizio del Cairo.

Quando morivano, i gatti delle persone più abbienti avevano diritto a una sepoltura relativamente solenne e onorevole. Ne sono un esempio le onoranze funebri che il principe ereditario Thutmose, primogenito di Amenofi III e della già citata regina Tiy, dispose per la propria gatta Myt, sepolta nella necropoli di Menfi in un piccolo sarcofago di pietra, oggi al Museo del Cairo. Le iscrizioni geroglifiche che lo decorano descrivono la trasformazione della gatta in "un'Osiride", come si credeva avvenisse a tutte le persone defunte; riportano inoltre ciò che la dea Iside avrebbe esclamato accogliendo la gatta Myt nell'aldilà: 
Su una parete del sarcofago la gatta è ritratta con un fiocco al collo. Al suo interno, oltre alla mummia dell'animale, fu rinvenuta addirittura una statuetta ushabti (destinata a prendere magicamente vita e aiutare la gatta nelle faccende quotidiane nel mondo dei morti).